# Acronicta xyliniformis
Acronicta xyliniformis är en fjärilsart som beskrevs av Achille Guenée 1852. Acronicta xyliniformis ingår i släktet Acronicta och familjen nattflyn. Inga underarter finns listade i Catalogue of Life.